# Perconia boeticaria
Perconia boeticaria là một loài bướm đêm trong họ Geometridae.